# アストロ・オービター
アストロ・オービター(Astro Orbitor)、オービトロン(Orbitoron)、スタージェット(Star Jet)、あるいはジェットパック(Jet Packs)はディズニーパークにあるアトラクション。

## このアトラクションが存在するパーク
- ディズニーランド（ディズニーランド・リゾート）:アストロ・オービター
- マジック・キングダム（ウォルト・ディズニー・ワールド・リゾート）:アストロ・オービター
- ディズニーランド・パーク（ディズニーランド・パリ）:オービトロン
- 香港ディズニーランド（香港ディズニーランド・リゾート）:オービトロン
- 上海ディズニーランド（上海ディズニーリゾート）:ジェットパック

過去に存在していたパーク
- 東京ディズニーランド（東京ディズニーリゾート）:スタージェット

## 概要
アストロ・オービターは、ロケット型のライドによる旋回型アトラクション。デザインや名称は異なるものの、数少ない6つのディズニーランドタイプのパーク全てに存在するアトラクションだったが、2017年に東京のスタージェットはベイマックスのハッピーライド建設のため運営終了をしている。
このアトラクションは、1956年に、アストロ・ジェットの名称でディズニーランドに初めて登場した。その後、基本構造は維持しつつ、外観や名称の異なったバージョンが生み出されて世界のパークに新設され、また、古いものは新しいデザインを取り入れて改修するなどして現在に至っている。

## 各施設紹介

### ディズニーランド
| アストロ・オービター Astro Orbitor | アストロ・オービター Astro Orbitor | アストロ・オービター Astro Orbitor         | アストロ・オービター Astro Orbitor         |
| ---------------------------------- | ---------------------------------- | ------------------------------------------ | ------------------------------------------ |
| オープン日                         | オープン日                         | 1956年(アストロ・オービターとしては1998年) | 1956年(アストロ・オービターとしては1998年) |
| スポンサー                         | スポンサー                         | なし                                       | なし                                       |
| 所要時間                           | 所要時間                           | 約2分                                      | 約2分                                      |
| 定員                               | 定員                               | 2名/1台                                    | 2名/1台                                    |
| 利用制限                           |                                    | なし                                       | なし                                       |
| ファストパス                       | ファストパス                       |                                            | ○                                          |
| シングルライダー                   | シングルライダー                   |                                            | ○                                          |

1956年に、アストロ・ジェットの名称でディズニーランドに初めて登場した。当初は近未来デザインで、その後、名称がトゥモローランド・ジェット、ロケット・ジェットと変更されても1998年までデザインを変更することなく存在した。なお、変更前の外観は現在の東京ディズニーランドのスタージェットと同様であった。
1998年の改装の際に、パリで採用されていたレトロフューチャーデザインをそのまま取り入れ、名称はフロリダ版と同じ「アストロ・オービター」とした。2010年まではパリ版と全く同じであったが、2010年の改修で金色であった個所が一部、銀や青色に塗り替えられた。

### マジック・キングダム
| アストロ・オービター Astro Orbitor | アストロ・オービター Astro Orbitor | アストロ・オービター Astro Orbitor         | アストロ・オービター Astro Orbitor         |
| ---------------------------------- | ---------------------------------- | ------------------------------------------ | ------------------------------------------ |
| オープン日                         | オープン日                         | 1974年(アストロ・オービターとしては1994年) | 1974年(アストロ・オービターとしては1994年) |
| スポンサー                         | スポンサー                         | なし                                       | なし                                       |
| 所要時間                           | 所要時間                           | 約2分                                      | 約2分                                      |
| 定員                               | 定員                               | 2名/1台                                    | 2名/1台                                    |
| 利用制限                           |                                    | なし                                       | なし                                       |
| ファストパス                       | ファストパス                       |                                            | 対象外                                     |
| シングルライダー                   | シングルライダー                   |                                            | 対象外                                     |

フロリダでも、アナハイムと同様、当初は近未来デザインの、スタージェットと同様の外観のバージョンでスタートしたが、1994年にトゥモローランドが「新トゥモローランドプロジェクト」によってデザインが一新された際に、レトロフューチャーデザインに変更され、名称も「アストロ・オービター」とされた。なお、外観はパリ版のものとは別物。

### 東京ディズニーランド
| スタージェット   | スタージェット   | スタージェット                                       | スタージェット                                       |
| ---------------- | ---------------- | ---------------------------------------------------- | ---------------------------------------------------- |
| オープン日       | オープン日       | 1983年4月15日 (東京ディズニーランドと同時にオープン) | 1983年4月15日 (東京ディズニーランドと同時にオープン) |
| クローズ日       | クローズ日       | 2017年10月10日                                       | 2017年10月10日                                       |
| スポンサー       | スポンサー       | 日本航空                                             | 日本航空                                             |
| 所要時間         | 所要時間         | 約2分                                                | 約2分                                                |
| 定員             | 定員             | 2名/1台                                              | 2名/1台                                              |
| 利用制限         |                  | なし                                                 | なし                                                 |
| ファストパス     | ファストパス     |                                                      | 対象外                                               |
| シングルライダー | シングルライダー |                                                      | 対象外                                               |

スタージェット(StarJets)は、空中旋回型のアトラクション。ライドがジェット機の形をしている。ライド内の操縦桿型レバーを操作することで高さを自由自在に変えることができ、高くなるにつれてライドが内側に傾く。また、時計回り方向に回転し、速度は約30km/h、最高高度は約14m。このように、同じ旋回型アトラクションである「空飛ぶダンボ」と比較して、スリル感が高くなるように設計されていた。
ジェット機型のデザインはディズニーランドやマジック・キングダムのものを踏襲して作られたが、それらが全てレトロフューチャーデザインのアストロ・オービターやオービトロンになったため、近未来デザインを維持しているのはこの東京のスタージェットのみだった。
日本航空がスポンサーに付いていたため、ライドはその当時のJALの機体塗装と同じデザイン（開園当初は1970年から既に使われていた初代「鶴丸」塗装」、1989年からは実際の機体と同様に2代目「鶴丸」塗装へ改められた）で、ロゴも貼られていたり、垂直尾翼の部分も当然鶴丸のマークになっている。2008年5月末まで日本航空のB777型旅客機に同名の愛称が付いていた。2017年10月10日にトゥモローランド再開発の影響により34年半に渡る運営を終えたことに伴い、日本航空のスポンサー提供施設は翌10月11日よりミッキーのフィルハーマジックに変更された。

### ディズニーランド・パリ
| オービトロン Orbitoron | オービトロン Orbitoron | オービトロン Orbitoron                                            | オービトロン Orbitoron                                            |
| ---------------------- | ---------------------- | ----------------------------------------------------------------- | ----------------------------------------------------------------- |
| オープン日             | オープン日             | 1992年4月12日（ユーロ・ディズニーランド（当時）と同時にオープン） | 1992年4月12日（ユーロ・ディズニーランド（当時）と同時にオープン） |
| スポンサー             | スポンサー             | なし                                                              | なし                                                              |
| 所要時間               | 所要時間               | 約2分                                                             | 約2分                                                             |
| 定員                   | 定員                   | 2名/1台                                                           | 2名/1台                                                           |
| 利用制限               |                        | なし                                                              | なし                                                              |
| ファストパス           | ファストパス           |                                                                   | 対象外                                                            |
| シングルライダー       | シングルライダー       |                                                                   | 対象外                                                            |

オービトロン(Orbitron)は、空中旋回型のアトラクション。
東京ディズニーランドのスタージェットに相当するが、レトロフューチャーデザインを採用しているため外観は大きく異なる。
ディズニーランド・パリがグランド・オープンした際、トゥモローランドはレトロフューチャーデザインを採用した。名称も先行するディズニーパークと区別化を図り「ディスカバリーランド」とされた。これに伴い、このロケット・ジェット型アトラクションのデザインも一新され、ガリレオの描いた宇宙儀のようなレトロフューチャーデザインとなり、名称も「オービトロン」となった。

### 香港ディズニーランド
| オービトロン Orbitoron | オービトロン Orbitoron | オービトロン Orbitoron                               | オービトロン Orbitoron                               |
| ---------------------- | ---------------------- | ---------------------------------------------------- | ---------------------------------------------------- |
| オープン日             | オープン日             | 2005年9月12日 (香港ディズニーランドと同時にオープン) | 2005年9月12日 (香港ディズニーランドと同時にオープン) |
| スポンサー             | スポンサー             | なし                                                 | なし                                                 |
| 所要時間               | 所要時間               | 約2分                                                | 約2分                                                |
| 定員                   | 定員                   | 4名/1台                                              | 4名/1台                                              |
| 利用制限               |                        | なし                                                 | なし                                                 |
| ファストパス           | ファストパス           |                                                      | 対象外                                               |
| シングルライダー       | シングルライダー       |                                                      | 対象外                                               |

香港は、テーマランドの名称としてはディズカバリーランドではなくトゥモローランドを採用したものの、このアトラクションのデザインはレトロフューチャーデザインである。なお、パリ版とは外観が異なり、乗り物もロケットではなく4人乗りのUFOである。

### 上海ディズニーランド
| ジェットパック Jet Packs | ジェットパック Jet Packs | ジェットパック Jet Packs                            | ジェットパック Jet Packs                            |
| ------------------------ | ------------------------ | --------------------------------------------------- | --------------------------------------------------- |
| オープン日               | オープン日               | 2016年6月16日(上海ディズニーランドと同時にオープン) | 2016年6月16日(上海ディズニーランドと同時にオープン) |
| スポンサー               | スポンサー               | なし                                                | なし                                                |
| 所要時間                 | 所要時間                 | 約2分                                               | 約2分                                               |
| 定員                     | 定員                     | 2名/1台                                             | 2名/1台                                             |
| 利用制限                 |                          | なし                                                | なし                                                |
| ファストパス             | ファストパス             |                                                     | 対象外                                              |
| シングルライダー         | シングルライダー         |                                                     | 対象外                                              |

ゲストが乗るライドは、ロケット型ではなく映画『トゥモローランド』の冒頭で登場するジェットパックを模したものであり、足が固定されていないという特殊なものとなっている。搭乗前のアナウンスでは映画同様、幼少期のフランクとアテナが登場する。フランクは中国語で、アテナは英語でそれぞれ出演している。